# 馮智戴
馮智戴（？—？），字天錫，高州良德縣人，唐朝將領。出自長樂馮氏，唐朝越國公馮盎之子，馮僕之孫，馮寶和冼夫人的曾孫。高力士的伯祖父。

## 生平
冯智戴勇而有谋，能得士心，岭南的酋帅都东向从属他。隋朝末年，跟随父亲馮盎至洛阳，统本部兵宿卫。隋炀帝被杀，馮智戴引兵转战回到岭南。唐高祖武德年間隨父降唐，拜春州刺史。冯盎、谈殿等人互相争斗，很久没有入朝。贞观元年（627年）十月初六，唐太宗派员外散骑侍郎李公掩持旌节往岭南慰问冯盎，冯盎让冯智戴随着使臣返回朝廷。贞观七年（633年）十二月十五，唐太宗在汉代未央宫旧址侍奉太上皇李渊饮宴。太上皇命令突厥颉利可汗起身作舞，又命冯智戴吟咏诗赋，李渊笑着说：“胡、越一家，自古未有也！”冯智戴卒。贈洪州都督。